# Olinto De Pretto
Olinto De Pretto (* 26. April 1857 in Schio, Provinz Vicenza; † 16. März 1921) war ein italienischer Ingenieur und Agrarwissenschaftler, der sich auch mit Fragen der Geologie und Physik befasste und in Diskussionen zur Vorgeschichte der Formel für die Äquivalenz von Masse und Energie Erwähnung fand.

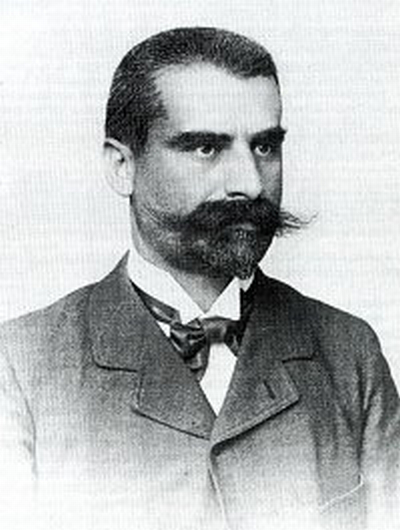
Olinto de Pretto 1898

De Pretto war eines von sieben Kindern des Architekten Pietro De Pretto (1810–1891), der sich auch mit Astronomie und Geologie befasste. De Pretto besuchte die Höhere Landwirtschaftsschule in Mailand, wo er neben Landwirtschaft auch Geologie studierte. Nach dem Abschluss 1879 war er dort Assistent von Gaetano Cantoni. Nach dessen Tod 1887 leitete er die Gießerei seines älteren Bruders Silvio.
Mit seinen Brüdern Silvio und Augusto gründete er einen Alpenverein und mit seinem Bruder Augusto veröffentlichte er 1888 eine erste geologische Abhandlung über die Wechselbeziehung von Gebirgsbildung und Gletschern, die 1892 auch im Bulletin der italienischen geologischen Gesellschaft wieder veröffentlicht wurde. Dem folgten weitere Arbeiten zur Geologie.
Ab 1899 befasste er sich auch mit Spekulationen über den Zusammenhang des gerade entdeckten Phänomens der Radioaktivität mit der Äthertheorie. Besonders interessierten ihn außerdem astronomische Anwendungen (die Energiequelle der Sterne, damals ein großes ungelöstes Problem).
1906 wurde De Pretto in die Accademia dei Lincei aufgenommen.

## Äquivalenz von Masse und Energie
1903 veröffentlichte er in den Abhandlungen der venezianischen Gesellschaft der Wissenschaften seinen Aufsatz Ipotesi dell'Etere nella Vita dell'Universo" (Hypothesen über den Äther im Leben des Universums), wo er annahm, dass Materie einem enormen Reservoir von Energie entspricht. Dabei ging er von der Vorstellung von Materie als Äther-Partikel aus, die sich mit Lichtgeschwindigkeit fortbewegen. Ähnliche Ideen waren damals verbreitet, und wurden zum Beispiel zuvor auch 1875 vom britischen Ingenieur Samuel Tolver Preston veröffentlicht (Physics of the Ether), der von Le Sages Gravitationstheorie beeinflusst war. De Pretto brachte diese Vorstellungen aber zusätzlich mit den großen Energien unbekannter Herkunft in der Radioaktivität und in Astronomie und Geologie (Quelle der Erdwärme) in Verbindung und postulierte die Umwandlung von einer Art in der Materie gespeicherten Ruheenergie des Äthers. Sein Aufsatz wurde vom bekannten Astronomen Giovanni Schiaparelli aus Mailand gelobt, fand aber ansonsten wenig Beachtung.
Dabei benutzte De Pretto den Ausdruck {\displaystyle mv^{2}} für die „lebendige Kraft“, welche in der Materie enthalten sei, wobei er {\displaystyle v} mit der Lichtgeschwindigkeit {\displaystyle c} identifizierte. Diese Formel stimmt scheinbar mit der Formel {\displaystyle E=mc^{2}} von Albert Einstein überein, die dieser 1905 als Folgerung aus seiner speziellen Relativitätstheorie ableitete.
Wie Ignazio Marchioro zeigte, war De Prettos Formel jedoch keineswegs identisch mit Einsteins Äquivalenzformel, denn die „lebendige Kraft“ war damals nur ein anderer Ausdruck für die kinetische Energie, welche {\displaystyle {\tfrac {1}{2}}mv^{2}} beträgt – also nur die Hälfte des relativistischen Werts. Nun berechnete De Pretto die Energie eines Körpers (in kcal) mit {\displaystyle {\tfrac {mv^{2}}{8338}}} – nach Bartocci stellt 8338 tatsächlich den doppelten Wert des Wärmeäquivalents dar (der korrekte Wert ist 4186,05, wobei De Pretto den überholten Wert 4169 benutzte). Daraus ergibt sich:
{\displaystyle {\frac {1}{2}}{\frac {mv^{2}}{4169}}={\frac {mv^{2}}{8338}}},
folglich benutzte De Pretto tatsächlich nur die klassische Formel für die kinetische Energie für das Energiereservoir in der Materie, und nicht {\displaystyle E=mc^{2}}.
Der Mathematikprofessor (und Kritiker der Relativitätstheorie) Umberto Bartocci spekulierte darüber, dass der Aufsatz von De Pretto Einstein bekannt war und diesen inspirierte. Nach Bartocci gab Augusto De Pretto den Aufsatz seinem Freund Beniamino Besso in Rom, der wiederum der Onkel von Michele Besso war, dem engen Freund von Einstein in Bern. Dagegen wandte Ignazio Marchioro ein, dass kein Zusammenhang zwischen der Formel De Prettos und der Relativitätstheorie bestünde, da er seine Überlegungen auf den Äther stützte, der in der Relativitätstheorie überhaupt nicht mehr existiert, und (wie oben gezeigt) De Pretto lediglich die Formel für die kinetische Energie benutzte. Bartocci gibt letzteres zwar zu, jedoch bleibt er bei seiner Meinung, dass Einstein zumindest von De Prettos Gedanken eines enormen Energiereservoirs in der Materie inspiriert worden sei.